# Mudbol, Chitapur
Mudbol là một làng thuộc tehsil Chitapur, huyện Gulbarga, bang Karnataka, Ấn Độ.